# Конституция Мексики
Конституция Мексики (исп. Constitución Política de los Estados Unidos Mexicanos de 1917) — основной закон Мексиканских Соединённых Штатов, нормативный правовой акт, обладающий высшей юридической силой, закрепляющий основы конституционного строя, государственное устройство, образование представительных, исполнительных, судебных органов власти, права и свободы человека и гражданина. Послужила моделью для других латиноамериканских конституций, включивших в той или иной степени в свои тексты такие положения мексиканской конституции, как программа земельной реформы, рабочее законодательство, семейное законодательство.

## История и содержание
Принята 5 февраля 1917 года в результате мексиканской революции. Основанием для документа послужила Конституция 1857 года. Хотя обе конституции провозглашают демократические права и свободы, Конституция 1917 года включает экономические, социальные и культурные права, что было революционным для своего времени.
Мексиканская конституция основывается на следующих принципах: права человека, национальный суверенитет, разделение властей, представительная система, федерализм, защита конституционных прав и главенство государства над церковью.
До революции (1910) 97 % пахотной земли находилось в руках 1000 семей, церкви и иностранцев, тогда как мелким землевладельцам принадлежало 2 % (1 % принадлежал муниципалитетам). Конституция 1917 года наделила государство первоначальной собственностью на землю, при этом земля может быть передана в собственность частных лиц:

Статья 27, § 1. Первоначальная собственность на земли и воды в пределах государственной территории принадлежит Государству, которое имело и имеет право передать их частным лицам, создавая тем самым частную собственность.
В соответствии с частью I иностранцы могут приобретать земли и получать концессии, только если согласятся считать их в отношении соответствующего имущества мексиканцами и если они возьмут на себя обязательство не обращаться к своим правительствам за помощью по делам, связанным с таким имуществом.
Согласно части II данной статьи

Религиозные ассоциации, именуемые церквями, независимо от вероисповедания, ни в коем случае не могут приобретать недвижимое имущество, владеть или управлять им или принимать его в залог...
Статья 123, состоящая из 31 части, предусматривает гарантии для рабочих. Провозглашается 8-часовой рабочий день, ограничивается применение труда подростков и женщин, устанавливается минимум заработной платы, право на обязательный отпуск и страховые выплаты, право на создание профсоюзов и забастовки. Однако, мексиканская конституция 1917 года, подобно предыдущим, фиксировала не факты, а стремления, отчего многие пункты статьи 123 об интересах наёмных рабочих остались неисполненными. Следующие поколения мексиканцев боролись за претворение в жизнь статей конституции, поскольку восьмичасовой рабочий день и другие права рабочего класса существовали лишь на бумаге.
49 статья провозглашает разделение властей на законодательную, исполнительную и судебную ветви. Каждая ветвь независима и

Две или все три власти никогда не могут быть объединены в руках одного лица или одной корпорации...
Согласно статье 80 осуществление верховной исполнительной власти возлагается на президента, избираемого путём всеобщих прямых выборов на 6 лет. Акты президента могут касаться вопросов в диапазоне от порядка сбора налогов до введения в действие уголовного, гражданского и других кодексов. В особых случаях президент может ввести своим декретом в действие ежегодный бюджет страны.
Законодательная власть принадлежит Конгрессу, который состоит из Сената и Палаты депутатов. Избирается по 4 сенатора от штата на шестилетний срок, и по 1 депутату на 3 года. Законодательной инициативой наделяется как законодательная так и исполнительная ветви. Законопроекты о займах, налогах или сборах, а также о комплектовании вооружённых сил могут вноситься только Палатой депутатов. Священнослужители не имеют права избирать депутатов или быть избранными в законодательный орган.
Судебная власть Федерации согласно Конституции осуществляется Верховным судом, единоличными или коллегиальными окружными судами и районными судами.
Федерация делится на 31 штата и столичный город Мехико (См. Административное деление Мексики). Существует как централизованное федеральное правительство, так и правительства штатов.

## Примечательные факты
- В честь Конституции названа станция в метрополитене Мехико, расположенная на 8-й линии и открытая 20 июля 1994 года.